# Ernst Beigel
Ernst Beigel (Monaco di Baviera, 3 febbraio 1901 – post 1960) è stato un alpinista e veterinario tedesco, fu uno scalatore d'alta quota delle vette del Caucaso e himalayane partecipò alla  spedizione bavarese nel Caucaso del 1928,  alla spedizione al  Kangchenjunga del 1929 e alla spedizione alpinistica tedesca al Nanga Parbat del 1938.

## Biografia
Fu un membro del Club Alpino Tedesco (DAV) sezione di Hochland e della ristretta cerchia di amici di Paul Bauer oltre che  dell'Associazione Accademica Alpina di Monaco di Baviera (Akademischer Alpenverein München) (AAVM) insieme a Julius Brenner, Willy Merkl, Peter Aufschnaiter, Karl Wien, Willo Welzenbach e Leo Maduschka. Tutti gli atleti dell'associazione  erano caratterizzati da una coscienza di classe e di élite, l'onore e la permanenza nel club venivano guadagnati attraverso straordinarie escursioni in montagna. Prese parte alla  spedizione bavarese nel Caucaso del 1928: la spedizione organizzata e in parte finanziata dalla sezione Hochland dell AAVM di Monaco e dalle sezioni alpine Reno-Vestfalia, partì da Monaco il 4 luglio 1928 con l'obiettivo di esplorare le vette del Caucaso. Era composta dai seguenti alpinisti: Herren Paul Bauer, Ernst Beigel e Hans Niesner, della sezione Hochland a da Heinz Tillmann della sezione Duisburg e dell'AAV di Monaco. Il gruppo proseguì via Berlino e Varsavia fino a Mosca dove entrò in contatto con i membri dei circoli alpinistici russi e il loro viaggio di andata fu facilitato dall'assistenza dell'ambasciata tedesca. Il 15 luglio giunsero a Nalchik, ai piedi del Caucaso settentrionale per poi raggiungere il villaggio montano di Bezingi per poi stabilire il campo base sul ghiacciaio di Bezingi ad un'altezza di 2.380m. Il 19 luglio scalarono la cima più alta del Tschumutscheran di 4.304 m. della catena del Kargashili Tau fino allora inesplorata. Il 21 luglio salirono sul Dych-Tau di 5.205 m. la seconda montagna più alta del Caucaso. Il 27 e 29 luglio compirono la salita al Katuin Tau di 4.900 m. dal contrafforte nord, la traversata dell'Adisch Tau di 4.968 m., del Gistola di 4.960 m. e  del Lalveri di 4.350 m. Tra il 31 luglio e il 3 agosto effettuarono la seconda salita dello Shkara, la terza vetta più alta del Caucaso, tramite una via in parte nuova. Tra il 17 e 19 agosto scalarono il Tot Tau di 4.140 m. nella catena dello Svetgar tramite un ripido canalone e una cresta rocciosa affilata. La spedizione si concluse a Nalchik il 24 agosto non prima di aver attraversato il passo Tuiber a 3.600 m. e essere stati colpiti dalla tempesta e dalla grandine sul ghiacciaio Zynel a 3.705 m. Monaco fu raggiunta il 4 settembre via Mosca e Berlino. La spedizione fu ostacolata in ogni sua fase dal maltempo e dalla continua neve fresca. Il Consiglio comunale della capitale dello Stato di Monaco di Baviera, nel 1929 conferì una targa di bronzo al dr. med. veterinario Ernst Beigel di Monaco di Baviera e al notaio Paul Bauer di Nabburg come partecipanti ai viaggi all'estero del Club alpino tedesco e austriaco del 1928, in riconoscimento dei suoi straordinari successi alpinistici.
Nello stesso 1929,  fu chiamato alla spedizione al Kangchenjunga, la terza montagna più alta del mondo, con i suoi 8.586 metri di altitudine. Si trova al confine tra il Nepal e lo Stato indiano del Sikkim.  Essa era guidata dall'amico  Paul Bauer  e raggiunse la quota di 7.400 metri lungo l’ardito e difficilissimo sperone nord-est indiano che domina il ghiacciaio Zemu e che sarà chiamato da Kurt Diemberger “Sperone della Fantasia”.  Alla spedizione parteciparono i forti alpinisti Eugen Allwein, Peter Aufschneiter, Ernst Beigel (ebbe i piedi congelati), Wilhelm Fendt, Karl von Kraus, Joachim Leupold,  Karl Julius Alexander Thoenes, e il fotografo Julius Brenner, Chettan Sherpa, Ila Kitar Sherpa, Le.  La comitiva provò a raggiungere la vetta dalla cresta nord  raggiunse lo Sperone est a soli 600 metri dalla vetta ma il 3 ottobre 1929, i partecipanti Eugen Allwein e Karl von Kraus raggiunsero un'altitudine di circa 7.400 metri sullo sperone nord-orientale, prima che la squadra fosse costretta a tornare indietro a causa di una tempesta durata cinque giorni e l'estremo pericolo di valanghe.
Nel 1938  Paul Bauer lo convocò per la spedizione al Nanga Parbat. Grazie ai contributi del Club Alpino tedesco-austriaco(Ahademischen Alpenverein) (il DAV contava 200.000 soci) e alla gestione della "Fondazione Deutsche Himalayan", i finanziamenti non mancarono. Visto che tutti i migliori scalatori tedeschi-austriaci erano morti nelle precedenti spedizioni, il cuore stesso dell'impresa ne era stato annientato, fu quindi necessario creare una nuova squadra sportiva, partendo da zero.  Istruito dalle sue esperienze precedenti, Paul Bauer si associò Fritz Bechtold come secondo in comando, scelse Ulrich Cameron Luft , un sopravvissuto dell'impresa del 1937,  Alfred Ebermann un tecnico esperto dell'apparato radio e un alpinista dotato tecnicamente per le grandi altezze. Per le sue indagini fisiologiche, Luft richiese anche l'aiuto del dottor Bruno Balke che, come sciatore, aveva esperienza di alta montagna. 
Tra le nuove reclute figuravano Ludwig Schmaderer, l'unico scalatore dotato tecnicamente per le sue imprese nelle Alpi, nel Caucaso e nel Sikkim nel 1937, il dott. Eugen Allwein (nel Pamir, 1928), Peter Aufschnaiter, lo stesso Ernst Beigel, Julius Brenner, Wilhelm Fendt, Karl von Kraus, Joachim Leupold,  Mathias Rebitsch, Hans-Herbert Ruths, Ludwig Schmaderer, Rolf von Chlingensperg, Stefan Zuck che nel 1936 conquistò le montagne della Terra del Fuoco, all'estremità meridionale del Sud America, con 10 prime ascensioni in Patagonia e infine il pilota Alexander Thoenes, tutti membri dell'"Ahademischen Alpenverein" di Monaco di Baviera e del Club Alpino tedesco e austriaco, principalmente delle sezioni Hochland e Oberland. Tre ottavi delle spese necessarie furono sostenute dai soci, il resto dai Comitati dei club sopra menzionati. Anche la spedizione non raggiunse il successo, come le precedenti, e fu sospesa durante la scalata a causa del peggioramento del tempo meteorologico.

## Scritti
- Beigel, Ernst: Beiträge zur Kenntnis der Nierenkrankheiten des GeflÜgels.- München: Gotteswinter. 1927. 35 s. 3.3.1926 (tradotto: BEIGEL, Ernst: Contributi alla conoscenza delle malattie renali nel pollame, Monaco di Baviera: Gotteswinter, 1927, 35 pagine. 3.3.1926).